# ویوین کزتلی
ویوین کزتلی (انگلیسی: Vivien Keszthelyi؛ زادهٔ ۷ دسامبر ۲۰۰۰) یک راننده مسابقات اتومبیل رانی اهل مجارستان است. او کار خود را در سن ۱۳ سالگی آغاز کرد. او همچنین عضو آکادمی اتومبیلرانی آئودی اسپرت است.
کزتلی فعالیت حرفه ای خود را در سال ۲۰۱۴، در سری کاپ سوزوکی سوئیفت اروپا آغاز کرد. او در سال ۲۰۱۵ به جوانترین و تنها عضو زن آکادمی مسابقات اتومبیلرانی آئودی تبدیل شد و همچنین تبدیل به اولین راننده مجارستانی با پشتیبانی کارخانه ای شد. در سال ۲۰۱۶، او اولین برد خود را در مسابقات آئودی در مسابقه منطقه‌ای اروپای مرکزی به دست آورد، جایی که در هر دو مسابقه سرعتی (اسپرینت) و استقامتی به پیروزی رسید.

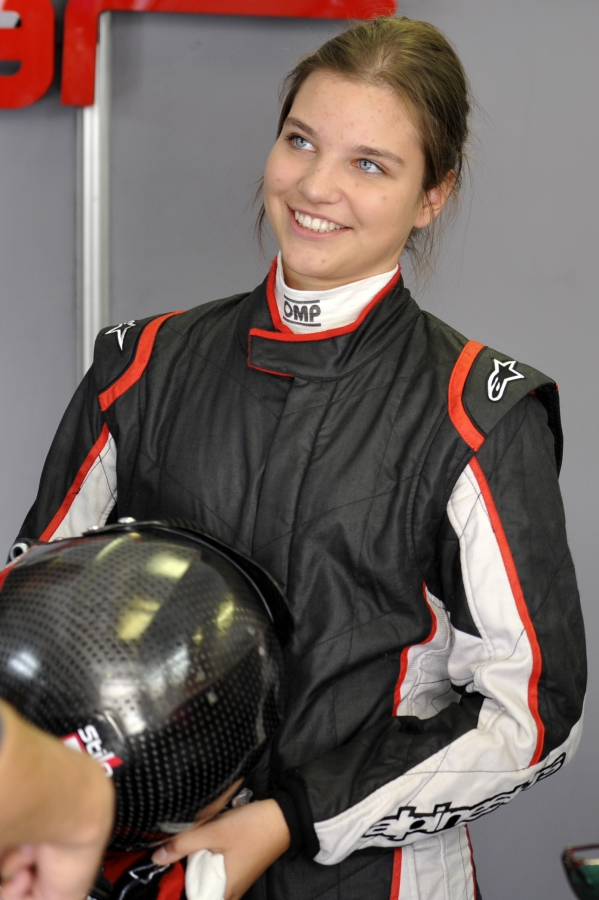

در سال ۲۰۱۷، کزتلی به عنوان جوان‌ترین راننده مجارستانی که در سری‌های بین‌الملل جام آئودی اسپورت امتیاز گرفته است، نام گرفت. در سال ۲۰۱۸، او در جام آئودی اسپرت آر۸ دوم شد و او را به جوان‌ترین راننده زن مسابقات قهرمانی بین‌المللی جی‌تی ۴ تبدیل کرد که فصل را در ۳ نفر برتر به پایان رسانده است.

## حرفه ورزشی

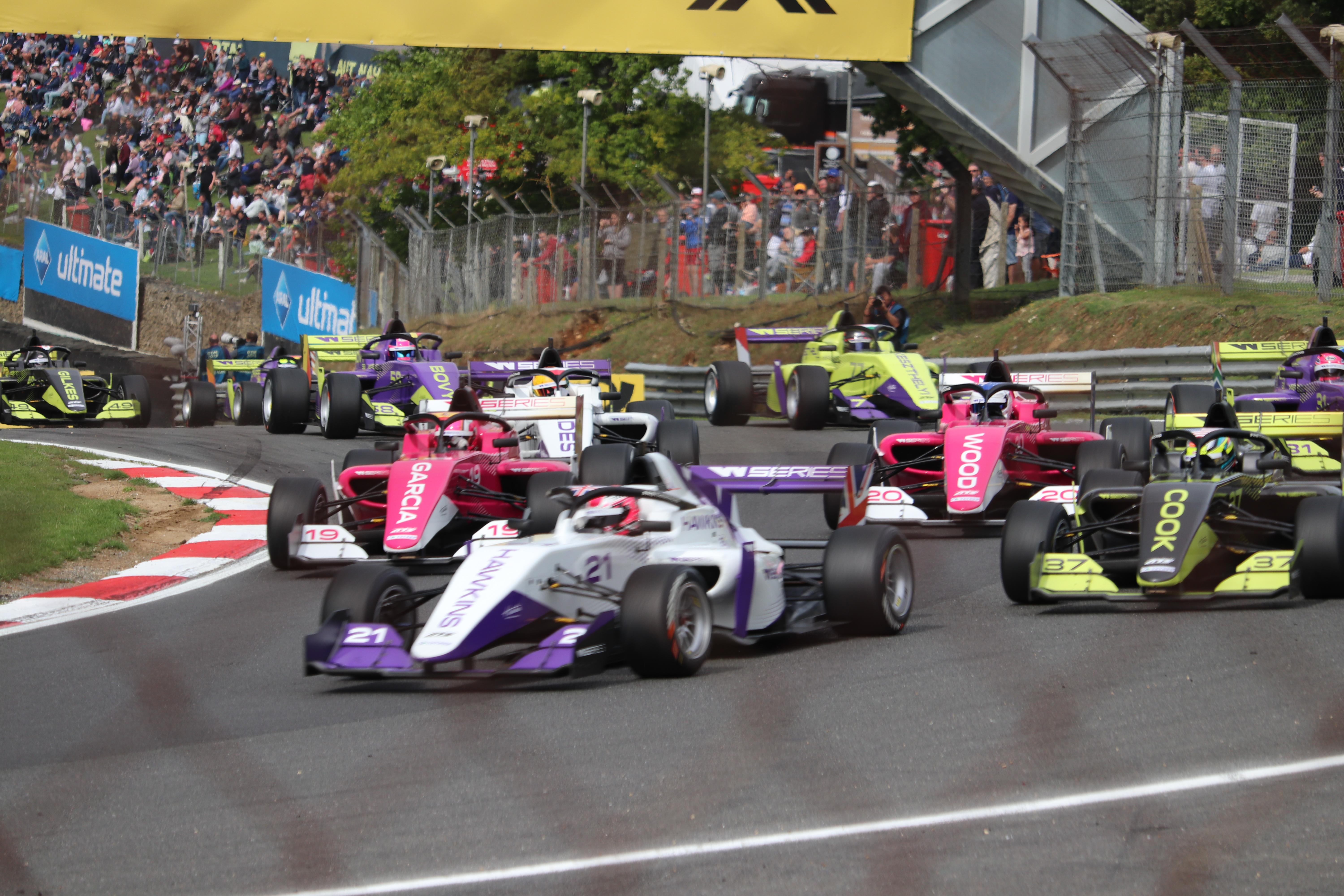
کزتلی در مسابقه برندز هچ از سری مسابقات زنان

کزتلی در دومین فصل خود در جام سوئیفت اروپا، جایگاه سوم را در کلاس اصلی و جایگاه دوم را در رده نوجوانان به دست آورد. در سال ۲۰۱۶ او در سن ۱۵ سالگی در بین سه راننده ای که برای عضویت در آکادمی انتخاب شده بودند، وارد آکادمی مسابقات اتومبیلرانی آئودی شد.
کزتلی سپس در مسابقات منطقه اروپای مرکزی با آئودی فعالیت خود را شروع کرد. در اولین فصل خود، او قهرمان ملی مجارستان دی-۲۰۰۰ در مسابقات سرعتی (اسپرینت) و استقامتی شد.

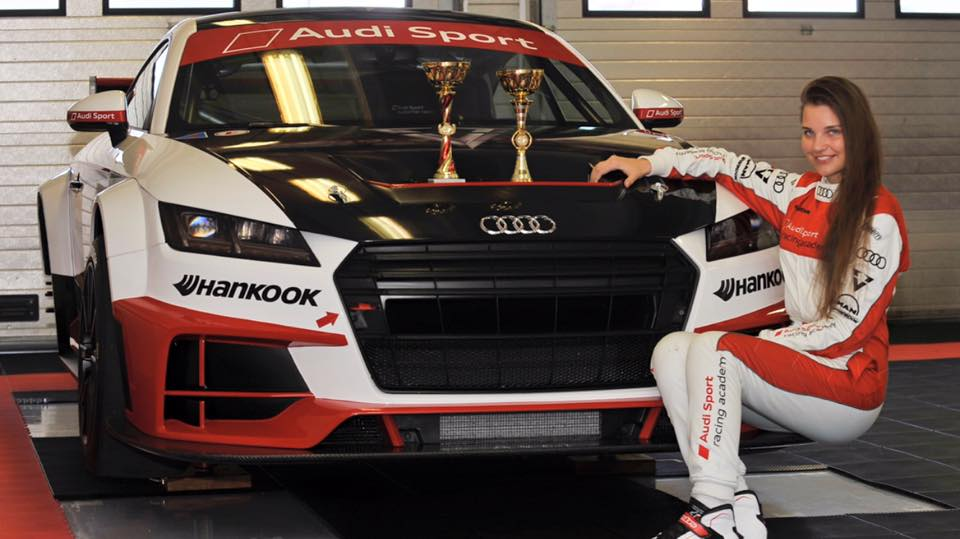
کزتلی در مسابقات آئودی تی‌تی کاپ ۲۰۱۶

در سال ۲۰۱۷، کزتلی در جام آئودی تی‌تی به رقابت پرداخت، او در این فصل در ۷ مسابقه از ۱۳ مسابقه حضور پیدا کرد. در پایان فصل ۶۵ امتیاز کسب کرد و در رده سیزدهم جدول رده‌بندی کلی قرار گرفت.
در ۲ ژانویه ۲۰۱۹، تأیید شد که کزتلی در سری زمستانی مسابقات فرمول ۳ مسابقه خواهد داد. او در پایان این فصل با کسب ۱۳ امتیاز در جایگاه سیزدهم قرار گرفت.

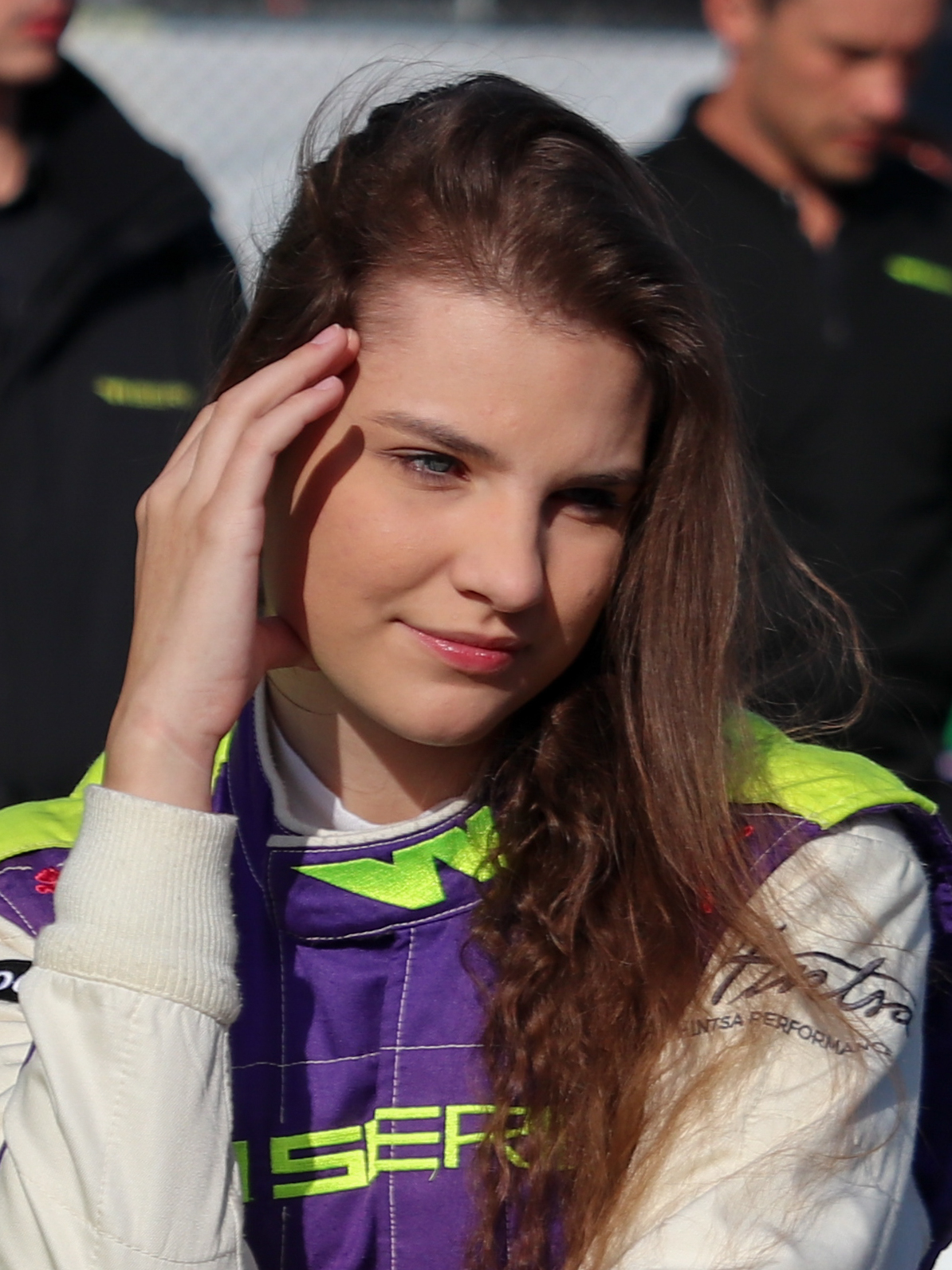

در سال ۲۰۱۹ و در مسابقات قهرمانی سری زنان فصل ۲۰۱۹ کزتلی همراه با اما کیمیلاینن به عنوان راننده رزرو این مسابقات انتخاب شد.

او در این فصل در سه مسابقه فرصت رانندگی پیدا کرد و یک مسابقه را در جایگاه امتیازی به پایان رساند.

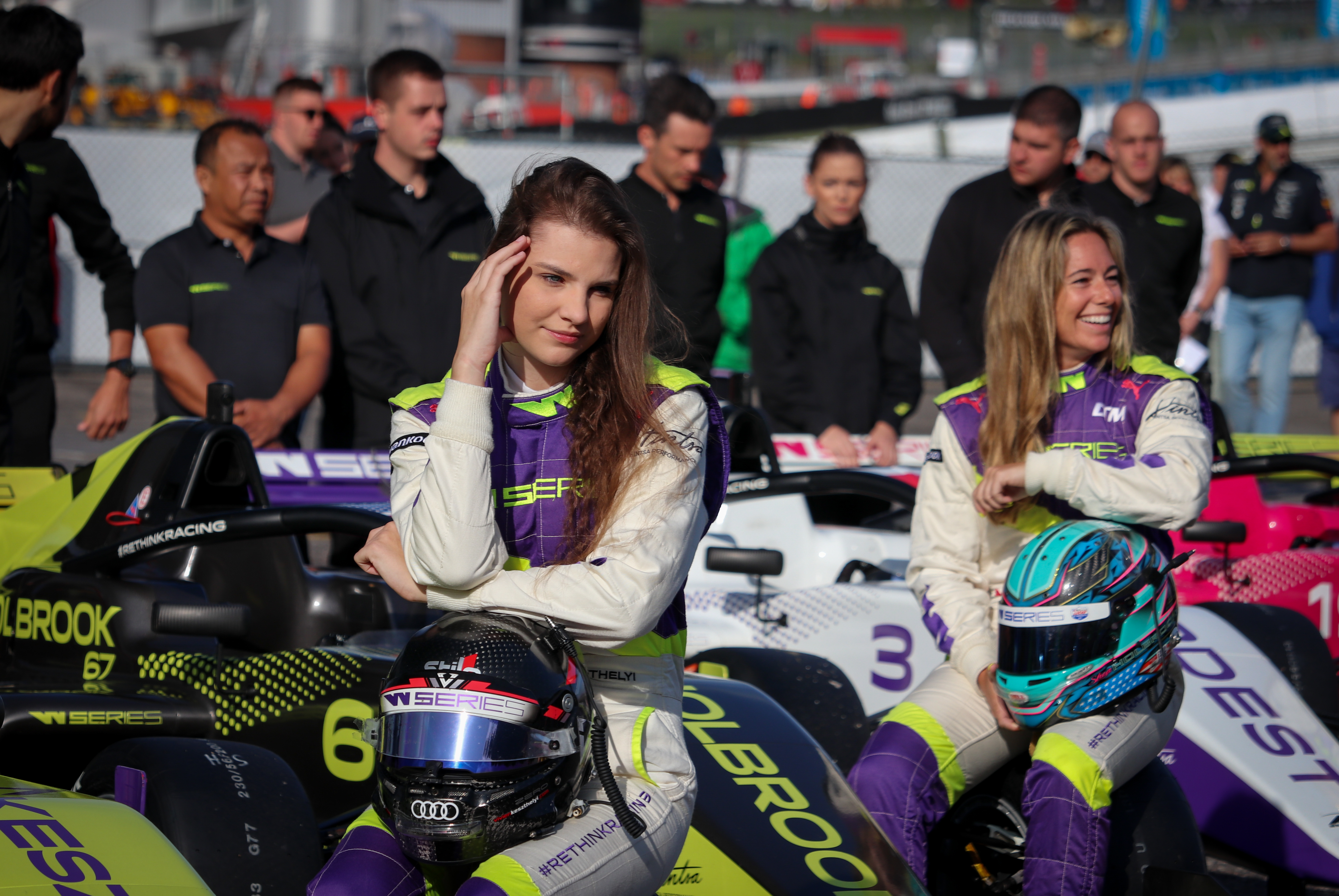

او در سال ۲۰۲۱ در مسابقات قهرمانی آزاد یورو فرمولا با تیم آکادمی موتوپارک شرکت کرد. این راننده ۲۰ ساله تبدیل به اولین راننده مجارستانی شد که در این مسابقات شرکت کرده است.